# Andreas Morczinietz
Andreas Morczinietz (* 11. März 1978 in Wolfratshausen, Bayern) ist ein deutscher Eishockeyspieler, der seit der Saison 2017/18 bei den EC Hannover Indians aus der Eishockey-Oberliga unter Vertrag steht.

## Karriere
Der 1,86 m große Flügelstürmer begann seine Karriere beim TuS Geretsried in der zweithöchsten deutschen Spielklasse, die als 1. Liga bezeichnet wurde. Nach zwei Spielzeiten in der Gruppe Süd der 1. Liga wechselte er 1997 zum Ligakonkurrenten EC Bad Nauheim in die Nordstaffel. Zur Saison 1998/99 unterschrieb der Linksschütze einen Vertrag beim GEC Nordhorn, den er allerdings nach nur anderthalb Jahren wieder in Richtung Bad Nauheim verließ.
2001 wurde der Angreifer von den Augsburger Panthern aus der Deutschen Eishockey Liga verpflichtet, die ihn nach einem Jahr an die Kölner Haie abgaben. Nach zwei Jahren in Köln unterschrieb Morczinietz einen Vertrag bei den Hannover Scorpions. Im Dezember 2007 wechselte Andreas Morczinietz zum niedersächsischen Ligakonkurrenten Grizzly Adams Wolfsburg. Zur Saison 2011/2012 wechselte er zurück nach Hannover, wo er zunächst weiter in der DEL spielte. In der Saison 2016/2017 ging er für die ESC Wedemark Scorpions in der Oberliga Nord aufs Eis.

## Erfolge und Auszeichnungen
- 2002 Teilnahme am DEL All-Star Game
- 2002 DEL-Rookie des Jahres
- 2004 Teilnahme am DEL All-Star Game
- 2005 Teilnahme am DEL All-Star Game

## Karrierestatistik
(Legende zur Spielerstatistik: Sp oder GP = absolvierte Spiele; T oder G = erzielte Tore; V oder A = erzielte Assists; Pkt oder Pts = erzielte Scorerpunkte; SM oder PIM = erhaltene Strafminuten; +/− = Plus/Minus-Bilanz; PP = erzielte Überzahltore; SH = erzielte Unterzahltore; GW = erzielte Siegtore; 1 Play-downs/Relegation; Kursiv: Statistik nicht vollständig)
1) inklusive Vorgängerligen „1. Liga“ (1994–1998) und „Bundesliga“ (1998–1999)